# Équipe d'Espagne des moins de 18 ans de football
Maillots
Léquipe d'Espagne de football des moins de 18 ans est constituée des meilleurs joueurs espagnols des moins de 18 ans, sélectionnés sous l'égide de la Fédération royale espagnole de football

## Effectif en 2022
Les joueurs suivants ont été appelés pour disputer les Jeux méditerranéens de 2022.
Gardiens
- Ander Astralaga
- César Fernández

Défenseurs
- Carlos Alemán
- Iván Fresneda
- Cristhian Mosquera
- Arnau Casas
- Álex Valle
- Edgar Pujol

Milieux
- Roger Martínez
- Manuel Ángel Morán
- Julen Jon Guerrero
- Álvaro Bastida
- Tomás Mendes
- Ismaël Gharbi

Attaquants
- Fabio Blanco
- Marcos Denia
- Salim El Jebari
- Álvaro Rodríguez